# Studio MOTHER
studio MOTHER Inc. (studioMOTHER株式会社 studioMOTHER Kabushiki Gaisha?) es un estudio de animación japonés con sede en Suginami, Tokio.

## Historia
El estudio fue establecido en mayo de 2019, principalmente por Voyager Holdings Inc., que administra los derechos de autor de la serie Space Battleship Yamato. En ese mismo año, Bandai Namco Arts (actualmente Bandai Namco Music Live, actualmente financiada por Bandai Namco Filmworks) realizó una inversión el estudio, lo que fortaleció su capacidad para crear contenido su línea de producción de animación.
En septiembre de 2022, la oficina central se trasladó del segundo piso del edificio OSAWA, 1-8-5 Asagayaminami, Suginami, Tokio al cuarto piso del edificio 2KI, 2-44-10 Kamiigusa en el mismo distrito.
El primer director representante fue Shinnao Shimoji, quien anteriormente se desempeñó como director y productor en Ashi Productions, y luego se desempeñó como director representante en XEBEC.
Después de la muerte de Shimoji en febrero de 2022, Naoki Hiramatsu, quien también se desempeñó como director representante de Asread, Sunshine Corporation of Japan y XEBEC, se convirtió en el segundo director representante del estudio.

## Obras

### Series de anime
| Año  | Título                                                                | Director(es)                | Fecha de primera transmisión | Fecha de última transmisión | Eps | Nota(s)                                                                                    | Refs.         |
| ---- | --------------------------------------------------------------------- | --------------------------- | ---------------------------- | --------------------------- | --- | ------------------------------------------------------------------------------------------ | ------------- |
| 2022 | Arifureta Shokugyō de Sekai Saikyō 2nd Season                         | Akira Iwanaga               | 13 de enero de 2022          | 31 de marzo de 2022         | 12  | Secuela de Arifureta Shokugyō de Sekai Saikyō. Coproducido con Asread.                     | [ 4 ]         |
| 2022 | Fūfu Ijō, Koibito Miman.                                              | Takao Kato Junichi Yamamoto | 9 de octubre de 2022         | 25 de diciembre de 2022     | 12  | Adaptación del manga escrito e ilustrado por Yūki Kanamaru.                                | [ 5 ]         |
| 2024 | Tensei Kizoku, Kantei Skill de Nariagaru                              | Takao Kato                  | 7 de abril de 2024           | 23 de junio de 2024         | 12  | Adaptación de las novela ligeras escritas por Miraijin A e ilustradas por JIMMY.           | [ 6 ] [ 7 ]   |
| 2024 | Tensei Kizoku, Kantei Skill de Nariagaru 2nd Season                   | Takao Kato                  | 29 de septiembre de 2024     | 22 de diciembre de 2024     | 12  | Secuela de Tensei Kizoku, Kantei Skill de Nariagaru.                                       | [ 8 ] [ 9 ]   |
| 2025 | Watashi ga Koibito ni Nareru Wake Naijan, Muri Muri! Muri Janakatta!? | Natsumi Uchinuma            | 8 de julio de 2025           | —                           | 12  | Adaptación de las novela ligeras escritas por Teren Mikami e ilustradas por Eku Takeshima. | [ 10 ] [ 11 ] |

### Películas
| Año  | Título                                                | Director(es) | Fecha de lanzamiento | Duración | Nota(s)                                                | Refs.  |
| ---- | ----------------------------------------------------- | ------------ | -------------------- | -------- | ------------------------------------------------------ | ------ |
| 2021 | The "Space Battleship Yamato" Era: The Choice in 2202 | Atsuki Sato  | 11 de junio de 2021  | 120m     | Secuela de Star Blazers: Space Battleship Yamato 2199. | [ 12 ] |

### ONAs
| Año  | Título        | Director(es) | Fecha de primera transmisión | Fecha de última transmisión | Eps | Nota(s)                                             | Refs.  |
| ---- | ------------- | ------------ | ---------------------------- | --------------------------- | --- | --------------------------------------------------- | ------ |
| 2025 | Koala E Nikki | Takao Kato   | Octubre de 2025              | —                           | —   | Adaptación del manga escrito e ilustrado por Yuami. | [ 13 ] |